# Heterocisto

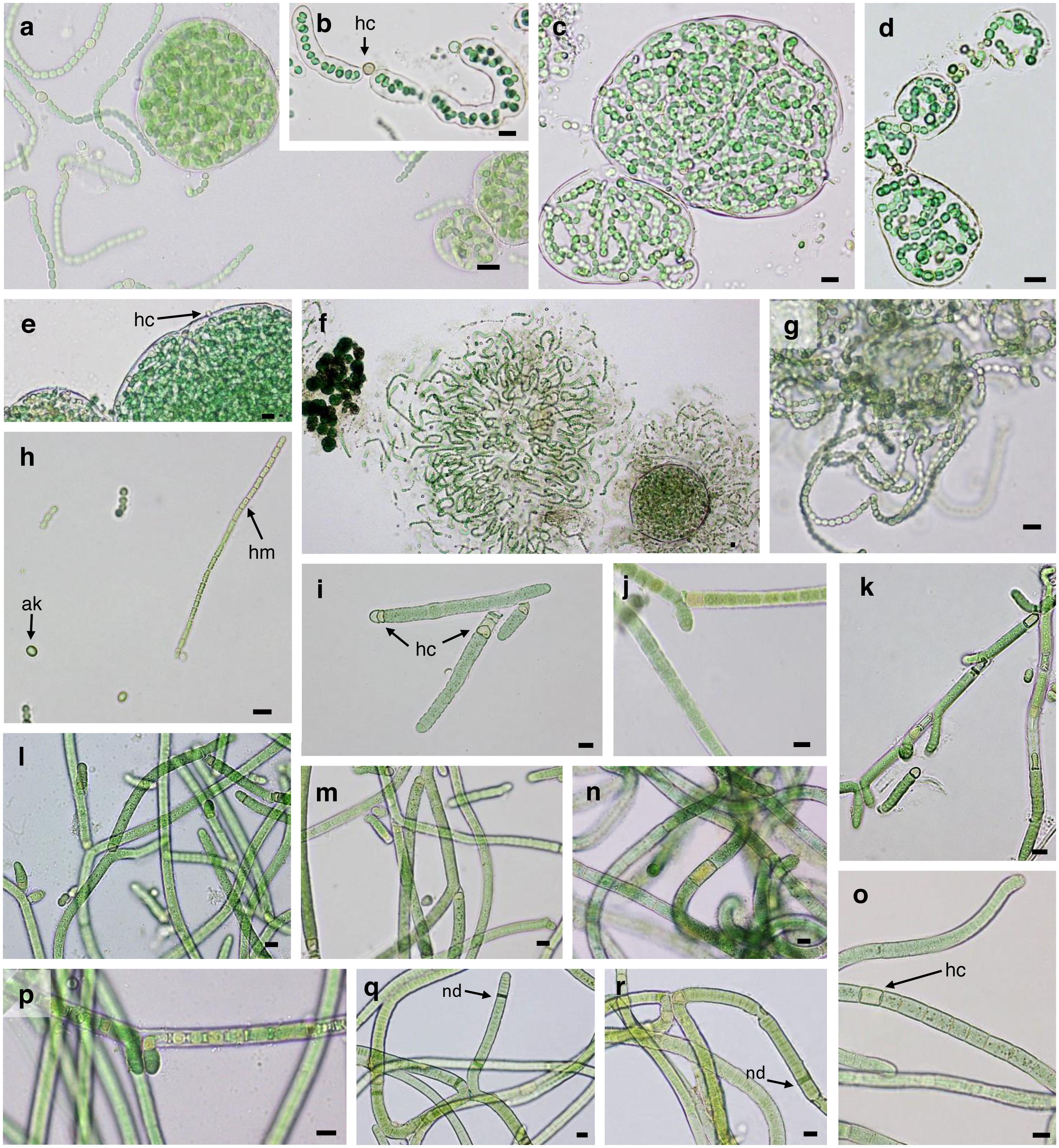
Microfotografías de heterocistos

Los heterocistos son células especializadas fijadoras de nitrógeno formadas por la necesidad de nitrógeno por algunas cianobacterias filamentosas. Estas pueden formar diferentes tipos de células especializadas: acinetos, hormogonios y heterocistos. 
Las cianobacterias que pueden formar heterocistos son Nostoc punctiforme, Cylindrospermum y Anabaena sphaerica. Fijan nitrógeno del aire usando la enzima nitrogenasa, para proporcionar a las células del filamento con nitrógeno para la biosíntesis. La nitrogenasa se inactiva en presencia de oxígeno, por lo que el heterocisto debe crear un ambiente microanaeróbico. La estructura y fisiología únicas de los heterocistos requieren un cambio global en la expresión génica.
El papel de los heterocistos es:
- producir tres paredes celulares adicionales, incluyendo una de glucolípido que forma una barrera hidrofóbica para el oxígeno
- producir nitrogenasa y otras proteínas involucradas en la fijación de nitrógeno
- degradar el fotosistema II, que produce oxígeno
- aumentar la regulación de enzimas glicolíticas
- producir proteínas que eliminan el oxígeno restante
- contiene tapones polares compuestos de cianoficina que ralentiza la difusión de célula a célula

## Morfología
La formación de heterocistos se produce en condiciones limitantes de nitrógeno, es decir, cuando las fuentes de nitrógeno reducido (como el amoníaco) son escasas; En estas condiciones, algunas de las células vegetativas desarrollan características morfológicas y fisiológicas que permiten la fijación de nitrógeno atmosférico (N2), que se lleva a cabo por la enzima nitrogenasa.
La nitrogenasa cataliza la reducción de N2 a amoníaco, según la reacción:
```
   

  

    

      

        

          
N

          

            
2

          

        

        
 

        
+

        
16

        
A

        
T

        
P

        
+

        
8

        

          
e

          

            
−

          

        

        
+

        
8

        

          
H

          

            
+

          

        

        
→

        
2

        
N

        

          
H

          

            
3

          

        

        
+

        

          
H

          

            
2

          

        

        
+

        
16

        
A

        
D

        
P

        
+

        
16

        

          
P

          

            
i

          

        

      

    

    
{\displaystyle N_{2}\ +16ATP+8e^{-}+8H^{+}\rightarrow 2NH_{3}+H_{2}+16ADP+16P_{i}}

  

```

y es rápidamente inhibida por el oxígeno (O2). Las cianobacterias son organismos fotosintéticos que efectúan la oxidación de agua a O2. Como consecuencia, los procesos de oxidación de agua y de fijación de nitrógeno deben separarse. Algunas cianobacterias separan estos procesos temporalmente: como la fotosíntesis ocurre solamente en la presencia de luz solar, la fijación de nitrógeno se hace durante la noche. En los organismos capaces de formar heterocistos, la separación es espacial: el heterocisto no efectúa fotosíntesis y por lo tanto puede realizar la fijación de nitrógeno independientemente de la presencia o ausencia de luz.
Para asegurar la existencia de un ambiente anaeróbico en el interior de la célula, el heterocisto posee una pared celular más gruesa que la de la célula vegetativa. Además de la membrana citoplasmática y membrana externa delimitando el periplasma existente en ambos tipos de células, el heterocisto posee aún una capa de polisacáridos y una capa de glicolipídos más externa. El área de contacto entre células vegetativas y heterocistos es menor que aquella entre dos células vegetativas, formándose una estructura tipo cuello; se reconoce que la diminuta área de contacto (plasmodesmo) sirve para impedir la entrada de O2; sin embargo, algún contacto es necesario para el transporte de azúcares (fuente de carbono) de las células vegetativas a los heterocistos. Sin embargo, en estas zonas de contacto, observables en microscopía como polos, algún O2 puede penetrar el heterocisto, junto con el N2, pero es rápidamente consumido en la respiración celular. Los polos están constituidos principalmente por gránulos de cianoficina, sustancia rica en aminoácidos azoados, como la arginina.
En el proceso de diferenciación celular, el heterocesto pierde rápidamente sus carboxiomas (concentraciones de proteínas involucradas en la fijación de carbono) y la morfología de los tilacóides se altera drásticamente, a medida que la célula pierde actividad del fotosistema II, lo que se refleja en una menor pigmentación. Los heterocistos tienen en general una forma más redonda que las células vegetativas, y son mayores que éstas.